# Jefferson Vieira da Cruz
Jefferson Vieira da Cruz (nacido el 3 de julio de 1981) es un exfutbolista brasileño que se desempeñaba como delantero.
Jugó para clubes como el Flamengo, Bangu, Sagan Tosu, Yokohama FC y Fagiano Okayama.

## Trayectoria

### Clubes
| Club            | País   | Año         |
| --------------- | ------ | ----------- |
| Flamengo        | Brasil | 1999 - 2001 |
| Bangu           | Brasil | 2002        |
| Sagan Tosu      | Japón  | 2003        |
| Yokohama FC     | Japón  | 2004 - 2005 |
| Fagiano Okayama | Japón  | 2006 - 2007 |